# Pilea cephalantha
Pilea cephalantha är en nässelväxtart som beskrevs av Hugh Algernon Weddell. Pilea cephalantha ingår i släktet pileor, och familjen nässelväxter. Inga underarter finns listade i Catalogue of Life.